# 3122 Florence
3122 Florence è un asteroide near-Earth del diametro medio di circa 4,9 km. È il quarto oggetto potenzialmente pericoloso per dimensioni.
L'asteroide possiede due satelliti.

## Osservazione

Sequenza che mostra il percorso compiuto in circa un'ora dell'asteroide Florence la notte del 30 agosto 2017, ripreso dall'astrofilo lettone Ingvars Tomsons con un telescopio rifrattore da 80 mm di diametro.

3122 Florence è generalmente piuttosto difficile da osservare, se non con potenti strumenti osservativi. La sua magnitudine, infatti, è compresa generalmente tra 15,5 e 19,5.
Durante i periodici passaggi ravvicinati alla Terra, l'asteroide può risultare più luminoso. In particolare, durante passaggi piuttosto stretti che si verificano circa una volta ogni 40 anni, può raggiungere una luminosità prossima alla nona magnitudine, per una decina di giorni centrati sul momento di massimo avvicinamento. In tali circostanze, è osservabile anche con piccoli telescopi.

## Storia osservativa

### Scoperta
3122 Florence è stato scoperto il 2 marzo 1981 da Schelte John Bus, dall'osservatorio di Siding Spring, sito vicino Coonabarabran, nel Nuovo Galles del Sud, in Australia, come un oggetto di magnitudine 17,5. Furono in seguito trovate immagini di prescoperta acquisite il 9 marzo 1979.
L'asteroide fu così nominato in onore di Florence Nightingale, un'infermiera britannica considerata la fondatrice dell'assistenza infermieristica moderna.

### Osservazioni successive

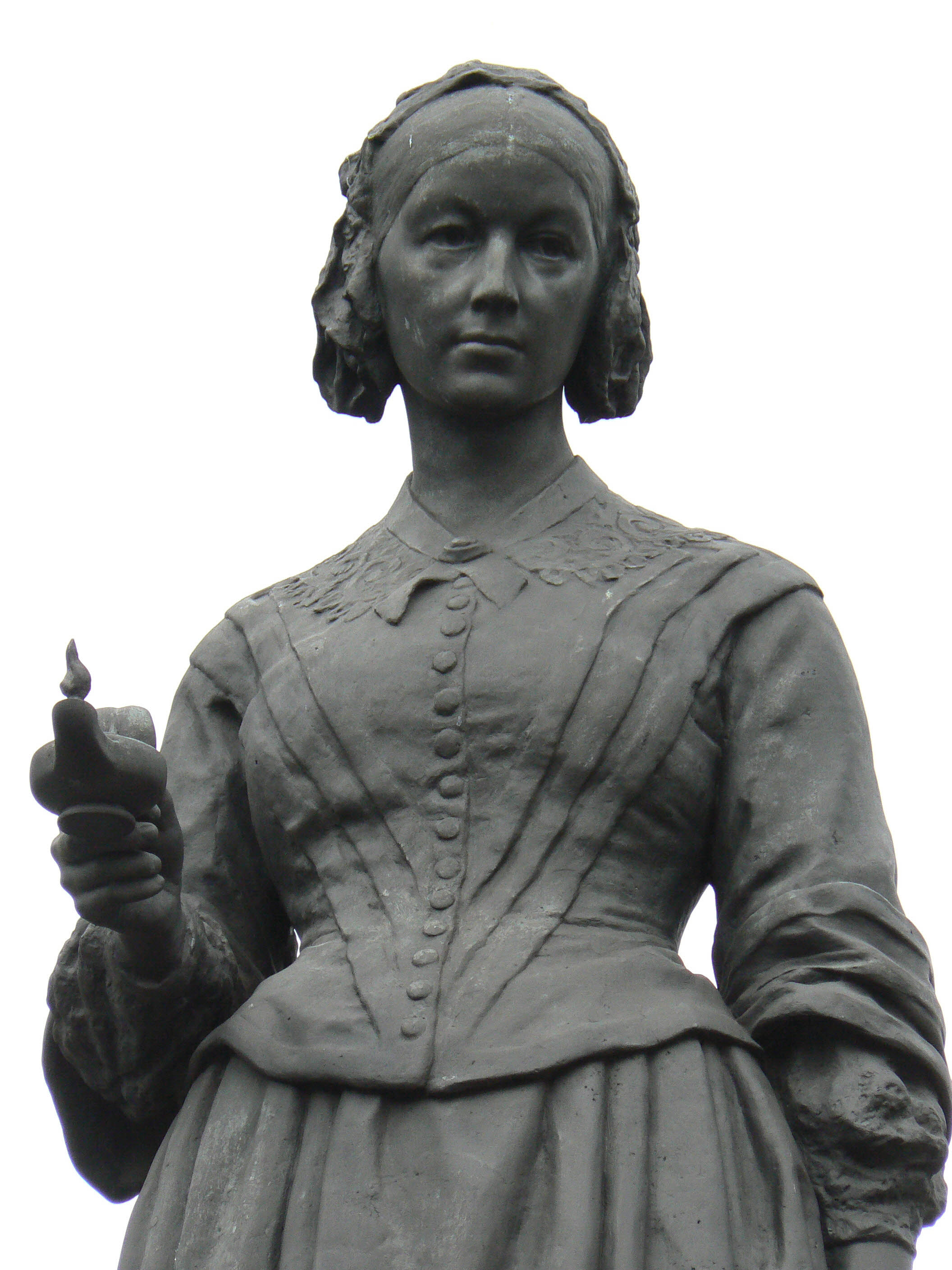
Florence Nightingale, cui l'asteroide è dedicato.

Nel marzo del 1986 Wiesław Z. Wiśniewski condusse osservazioni dell'asteroide - pubblicate postume - dalle quali dedusse una prima stima del valore della magnitudine assoluta e suggerì un periodo di rotazione di circa 5 ore. Tale valore risultò prossimo al doppio di quello ottenuto negli anni novanta dagli astronomi cechi Petr Pravec, Marek Wolf e Lenka Šarounová, sostanzialmente confermato nei lavori successivi.
Stime delle dimensioni dell'asteroide sono state ottenute dalla misura delle sue emissioni nell'infrarosso, secondo una tecnica suggerita da David Allen nel 1971 ed efficacemente utilizzata nell'ambito dell'IRAS Minor Planet Survey. In particolare, 3122 Florence è stato osservato nell'infrarosso nell'ambito della missione NEOWISE del Wide-field Infrared Survey Explorer, lanciato nel 2009 dalla NASA. I dati raccolti hanno condotto a stimare che l'asteroide avesse un diametro compreso tra 4 e 4,4 km.
È classificato spettralmente tra gli asteroidi di tipo S. Osservazioni condotte nel 2010 con il telescopio spaziale Spitzer suggeriscono tuttavia che possa appartenere al gruppo degli asteroidi di tipo Sq o di tipo Q.
Nell'estate del 2017 si sono create situazioni particolarmente favorevoli per l'osservazione dell'asteroide Florence, che il 1º settembre è transitato a 0,047 unità astronomiche dalla Terra, una distanza pari a circa 7 milioni di chilometri e diciotto volte la distanza della Luna dalla Terra. In tale occasione, l'asteroide è stato oggetto di campagne osservative radar condotte dal Goldstone Observatory e dal radiotelescopio di Arecibo. Tali osservazioni hanno condotto, tra le altre cose, alla scoperta di due satelliti.
Simili condizioni osservative si ripeteranno il 2 settembre 2057.

## Parametri orbitali e rotazione
3122 Florence appartiene al gruppo degli asteroidi Amor. La sua orbita, che percorre in 2,35 anni (2 anni, 4 mesi e circa 8 giorni), sfiora esternamente quella della Terra, senza tuttavia intersecarla in alcun punto. Al perielio, infatti, raggiunge una distanza di 1,0202579 UA dal Sole, mentre l'afelio si colloca all'interno della zona intermedia della fascia principale, a 2,5180069 UA dal Sole. L'orbita, che risulta quindi alquanto eccentrica, presenta inoltre un'inclinazione orbitale di circa 22° rispetto al piano dell'eclittica.
La combinazione delle caratteristiche orbitali è tale che 3122 Florence presenta una MOID con la Terra - ovvero la distanza minima esistente tra le orbite dell'asteroide e del nostro pianeta - pari a 0,0443046 UA (6,6 milioni di chilometri).
L'asteroide transita periodicamente in prossimità della Terra, con passaggi particolarmente vicini circa ogni 40 anni. In particolare, ogni 26 anni circa inizia una serie di tre passaggi in prossimità del nostro pianeta, distanziati temporalmente tra loro poco di più di sette anni. Di questi, il più stretto risulta quello centrale.
Il periodo di rotazione dell'asteroide è stato stimato in 2,3581 ore.

## Caratteristiche fisiche
Le dimensioni dell'asteroide sono state stimate una prima volta nel 1994 da osservazioni radar, ottenendo un valore medio del diametro pari a 4,9 km.
Osservazioni successive, condotte nell'infrarosso nel 2011 attraverso i telescopi WISE e Spitzer della NASA, sembrano suggerire che le dimensioni di 3122 Florence siano state leggermente sovrastimate. Il suo diametro medio potrebbe essere pari a circa 4,35-4,4 km.
Analisi dell'orbita della luna più interna suggeriscono che la densità dell'asteroide sia di circa 1,4 g/cm³. Tale valore suggerisce che l'asteroide sia costituito da un ammasso di sassi.
Spettroscopicamente 3122 Florence è stato indicato come un oggetto di tipo S, secondo la classificazione SMASS. Sarebbe quindi composto principalmente da silicati. Altri studi ne hanno suggerito la classificazione come asteroide di tipo Sq o Q.

## Superficie
Le immagini radar ottenute con l'antenna da 70 m del Goldstone Deep Space Communications Complex della NASA durante il sorvolo tra il 29 agosto e il 1 settembre 2017, hanno permesso di effettuare anche un'analisi della superficie dell'asteroide. La valutazione congiunta dei tempi di transito e dello spostamento Doppler rivela che l'asteroide, per quanto sia abbastanza arrotondato, mostra un rigonfiamento equatoriale e alcune depressioni simili a crateri. Inoltre presenta due regioni piatte e altre caratteristiche topografiche a scala più piccola. 
La presenza dei due satelliti, uno esterno del diametro di 300 m e uno interno di circa 200 m, di cui sono note orbite e periodi orbitali (rispettivamente di 22 e poco meno di 8 ore), ha permesso di calcolare la massa dell'asteroide e quindi dedurne una densità di 1,4 g/cm3. Questo valore è indice di una porosità considerevole, che indica una struttura costituita da un agglomerato di detriti. Lo spettro dell'asteroide nel visibile e nel vicino IR è molto simile a quello del materiale rinvenuto dalla meteora di Čeljabinsk, di classe spettrale S, tipica delle condriti ordinarie.

## Satelliti naturali

Sequenza di immagini dell'asteroide Florence raccolte dal Goldstone Observatory.

L'asteroide 3122 Florence possiede due satelliti naturali scoperti tra il 29 agosto e il 1º settembre 2017 dal Goldstone Observatory, dal gruppo di ricerca diretto da Lance Benner.
La luna più interna ha un diametro compreso tra 180 e 240 metri e completa un'orbita attorno all'asteroide in circa 7 ore; la luna più esterna, che possiede un periodo orbitale compreso tra 21 e 23 ore, è di dimensioni leggermente maggiori, con un diametro compreso tra 300 e 360 metri. Entrambi gli oggetti hanno forma elongata ed appaiono in rotazione sincrona, rivolgono cioè sempre la stessa faccia all'asteroide.
Le due lune si sono probabilmente formate da materiale non legato che si sarebbe sollevato dalla superficie quando la rotazione dell'asteroide, accelerata dall'effetto YORP, avrebbe raggiunto valori tali che l'accelerazione centrifuga in corrispondenza dell'equatore sia risultata superiore all'accelerazione di gravità.

## Pericolosità
Con una MOID con la Terra inferiore a 0,05 UA e una magnitudine assoluta pari a 14,1, 3122 Florence è classificato anche come oggetto potenzialmente pericoloso (PHO). Tra quest'ultimi, è il quarto per dimensioni, dopo 1999 JM8, di circa 7 km di diametro, 4183 Cuno, con un diametro di 5,6 km e 3200 Phaethon (5,1 km di diametro).
Uno dei passaggi più prossimi alla Terra è avvenuto il 1º settembre 2017, quando l'asteroide è transitato a 0,0472367 UA (circa 7 milioni di chilometri) dal pianeta, pari a circa 18 volte la distanza che ci separa dalla Luna.